# Natação nos Jogos Pan-Americanos de 2007 - 1500 m livre masculino
O evento dos 1500 m livre masculino nos Jogos Pan-Americanos de 2007 foi realizado no Rio de Janeiro, Brasil, em 20 e 21 de julho de 2007.

## Medalhistas
| Ouro   | USA Chip Peterson      |
| Prata  | VEN Ricardo Monasterio |
| Bronze | CAN Kier Maitland      |

## Resultados
| Posição | Nadador                     | Final    | Final        |
| Posição | Nadador                     | Tempo    | Eliminatória |
| ------- | --------------------------- | -------- | ------------ |
| 1       | Chip Peterson (USA)         | 15:12.33 | 3            |
| 2       | Ricardo Monasterio (VEN)    | 15:23.28 | 3            |
| 3       | Kier Maitland (CAN)         | 15:25.28 | 3            |
| 4       | Robert Margalis (USA)       | 15:34.49 | 3            |
| 5       | Luiz Arapiraca (BRA)        | 15:39.32 | 3            |
| 6       | Daniel Delgadillo (MEX)     | 15:42.86 | 2            |
| 7       | Juan Pereyra (ARG)          | 15:45.96 | 2            |
| 8       | Armando Negreiros (BRA)     | 15:50.23 | 3            |
| 9       | Iván López (MEX)            | 15:55.35 | 3            |
| 10      | Roberto Peñailillo (CHI)    | 15:57.04 | 2            |
| 11      | Evan Marcus (GUA)           | 16:01.36 | 1            |
| 12      | Esteban Paz (ARG)           | 16:02.51 | 3            |
| 13      | Erwin Maldonado (VEN)       | 16:10.79 | 2            |
| 14      | Mario Enrique Montoya (CRC) | 16:29.19 | 1            |
| 15      | Benjamin Guzmán (CHI)       | 16:34.57 | 2            |
| 16      | Douwe Yntema (ESA)          | 16:57.07 | 2            |
| 17      | Juan Lagos (HON)            | 17:07.88 | 1            |